# عبد ربه (اسم)
عبد ربه هو أسم عربي يطلع على الذكور، أسماء تسمى بعبد ربه تتضمن :
- ياسر عبد ربه (مواليد 1944) سياسي فلسطيني.
- عبد ربه منصور هادي (مواليد 1945) رئيس اليمن، وسياسي يمني.
- حسني عبد ربه (مواليد 1984)، لاعب كرة قدم مصري